# العلاقات الغابونية المارشالية
العلاقات الغابونية المارشالية هي العلاقات الثنائية التي تجمع بين الغابون وجزر مارشال.

## مقارنة بين البلدين
هذه مقارنة عامة ومرجعية للدولتين:
| وجه المقارنة                                              | الغابون                        | جزر مارشال                     |
| --------------------------------------------------------- | ------------------------------ | ------------------------------ |
| المساحة (كم2)                                             | 267.67 ألف                     | 181                            |
| عدد السكان (نسمة)                                         | 2.03 مليون                     | 53.13 ألف                      |
| الكثافة السكانية (ن./كم²)                                 | 7.58                           | 29.35 ألف                      |
| العاصمة                                                   | ليبرفيل                        | ماجورو                         |
| اللغة الرسمية                                             | لغة فرنسية                     | لغة إنجليزية، اللغة المارشالية |
| العملة                                                    | فرنك وسط أفريقي                | دولار أمريكي                   |
| الناتج المحلي الإجمالي (بليون دولار)                      | 14.62 مليار                    | 199.40 مليون                   |
| الناتج المحلي الإجمالي (تعادل القوة الشرائية) بليون دولار | 34.65 مليار                    | 207.25 مليون                   |
| الناتج المحلي الإجمالي الاسمي للفرد دولار أمريكي          | 8.27 ألف                       | 3.38 ألف                       |
| الناتج المحلي الإجمالي للفرد دولار أمريكي                 | 19.43 ألف                      | 3.80 ألف                       |
| مؤشر التنمية البشرية                                      | 0.684                          |                                |
| رمز المكالمات الدولي                                      | +241                           | +692                           |
| رمز الإنترنت                                              | .ga                            | .mh                            |
| المنطقة الزمنية                                           | ت ع م+01:00، توقيت غرب أفريقيا | ت ع م+12:00                    |

## منظمات دولية مشتركة
يشترك البلدان في عضوية مجموعة من المنظمات الدولية، منها:
| علم المنظمة | اسم المنظمة                                 | تاريخ انضمام الغابون | تاريخ انضمام جزر مارشال |
| ----------- | ------------------------------------------- | -------------------- | ----------------------- |
|             | يونسكو                                      | 16 نوفمبر 1960       | 30 يونيو 1995           |
|             | مؤسسة التمويل الدولية                       | 20 أكتوبر 1970       | 23 سبتمبر 1992          |
|             | منظمة حظر الأسلحة الكيميائية                | ?                    | ?                       |
|             | مؤسسة التنمية الدولية                       | 4 نوفمبر 1963        | 19 يناير 1993           |
|             | الاتحاد الدولي للاتصالات                    | 28 ديسمبر 1960       | 22 فبراير 1996          |
|             | منظمة الشرطة الجنائية الدولية               | ?                    | ?                       |
|             | الأمم المتحدة                               | 20 سبتمبر 1960       | 17 سبتمبر 1991          |
|             | البنك الدولي للإنشاء والتعمير               | 10 سبتمبر 1963       | 21 مايو 1992            |
|             | مجموعة دول أفريقيا والكاريبي والمحيط الهادئ | ?                    | ?                       |